# Falkland Sound

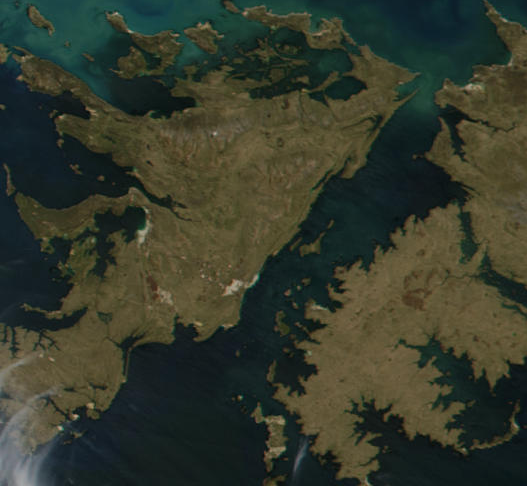
Falkland Sound op satellietfoto

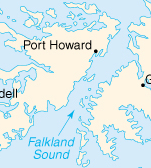
Kaart van Falkland sound

De Falkland Sound (Spaans: Estrecho de San Carlos) is een zeestraat in de Zuidelijke Oceaan die de scheiding vormt tussen West-Falkland en Oost-Falkland, de hoofdeilanden van de Falklandeilanden. De zeestraat is ongeveer 90 km lang en op het smalste punt 4 km breed.
Er is een veerverbinding over deze zeestraat, die autoverkeer tussen de beide hoofdeilanden mogelijk maakt. De veerboot MV Concordia Bay verzorgt gemiddeld 3-6 maal per week in beide richtingen de verbinding tussen New Haven op Oost-Falkland en Port Howard op West-Falkland.

## Naam
De Sound werd door John Strong in 1690 genoemd naar Anthony Cary, die de titel Viscount (burggraaf) van Falkland in Fife, Schotland had. Pas later werd de naam gebruikt voor de hele archipel inclusief de twee grootste eilanden.
Kapitein John Strong van de Welfare maakte de eerste opgetekende landing op beide hoofdeilanden (West en Oost Falkland) op 29 januari 1690, bij Bold Cove (bij Port Howard) even buiten de Falkland Sound.

## Geografie
Eilanden die in de Falkland Sound liggen zijn onder andere Narrows Island, Great Island, de Tyssen Islands en de Swan Islands. Eddystone Rock ligt aan het noordelijk uiteinde, de Arch Islands aan het zuidelijk.
Vestigingen zijn onder andere Ajax Bay en Port San Carlos op East Falkland; Port Howard en Fox Bay op West Falkland.
Inlets en baaien zijn: Fox Bayen Port Howard (West-); Grantham Sound, San Carlos Water, Ruggles Bay (Oost-Falkland).

## Geologie

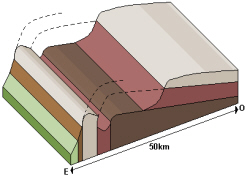
Plooien van West Falkland - de Sound ligt parallel aan de plooien en kan aan de linkervoorzijde van het diagram worden gedacht.

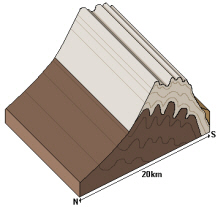
Plooien op East Falkland - de Sound ligt haaks op de plooien en zou aan de rechtervoorzijde van de afbeelding liggen.

Tot ongeveer 400 miljoen jaar geleden waren de Falklandeilanden, en Antarctica's Ellsworthgebergte, een deel van Gondwana. Toen braken ze af van wat nu Afrika is en schoof het afgebroken deel op in westelijke richting. Tijdens de Juraperiode (ongeveer 170 miljoen jaar geleden) roteerden de delen die respectievelijk West en Oost Falkland zouden worden, 120° ten opzichte van elkaar. Daarom lopen de plooiingen in het gesteente van West Falkland vrijwel van zuidwest naar noordoost, parallel aan de Sound. Die in het noorden van East-Falkland lopen oost-west, en vormen het oostelijk deel van de noordelijke ingang tot de Straat, grenzend aan de noordoevers van San Carlos Water. De grens tussen deze twee stukken land, de Falkland Sound Fault (breuklijn), ligt dicht bij en parallel aan de westkust van de Straat. Lafonia (de zuidelijke helft van Oost Falkland), dat een veel nieuwere formatie is, heeft geen plooiingen.
Men denkt dat tijdens het Pleistoceen het zeeniveau bij perioden (ijstijden) ongeveer 46 meter lager was dan tegenwoordig zodat de eilanden aan elkaar vastzaten.